# Апостольский викариат Эль-Петена

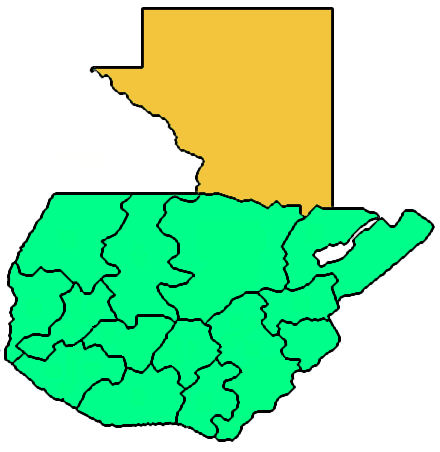
Карта апостольского викариата Эль-Петена

Апостольский викариат Эль-Петена (лат. Vicariatus Apostolicus de El Petén) — апостольский викариат Римско-Католической церкви с центром в городе Флорес, Гватемала. Апостольский викариат Эль-Петена распространяет свою юрисдикцию на департамент Петен. Кафедральным собором апостольского викариата Эль-Петена является церковь Пресвятой Девы Марии.

## История
10 марта 1951 года Римский папа Пий XII издал буллабуллу Omnium in catholico, которой учредил апостольскую администратуру Эль-Петена, выделив её из епархии Верапаса.
3 февраля 1984 года Римский папа Иоанн Павел II издал буллу Cum Administratio Apostolica, которой преобразовал апостольскую администратуру Эль-Петена в апостольский викариат.

## Ординарии апостольского викариата
- епископ Raymundo Julián Martín (Manguan) (1951—1956);
- епископ Gabriel Viñamata Castelsagué (11.07.1956 — 1964);
- епископ Gennaro Artazcor Lizarrage (4.01.1964 — 1969);
- епископ Aguado Arraux (1969—1970);
- епископ Luis María Estrada Paetau (30.11.1970 — 37.10.1977);
- епископ Jorge Mario Ávila del Águila (3.02.1978 — 29.01.1987) — назначен епископом Халапы;
- tgbcrjg Rodolfo Francisco Bobadilla Mata (15.05.1987 — 28.09.1996) — назначен епископом Кесальтенанго;
- епископ Óscar Julio Vian Morales (30.11.1996 — 19.04.2007) — назначен архиепископом архиепархии  Лос-Альтос Кесальтенанго-Тотоникапана;
- епископ Mario Fiandri (10.02.2009 — по настоящее время).

## Источник
- Annuario Pontificio, Ватикан, 2007
- Булла Omnium in catholico, AAS 43 (1951), стр. 537  (лат.)
- Булла Cum Administratio Apostolica  (лат.)